# تیم ملی فوتبال زیر ۲۰ سال کره جنوبی
تیم ملی فوتبال زیر ۲۰ سال کره جنوبی (انگلیسی: South Korea national under-20 football team) نماینده کره جنوبی در مسابقات بین‌المللی فوتبال جوانان است و همچنین در صورت لزوم می‌تواند به عنوان تیم زیر ۱۸ سال یا زیر ۱۹ سال مدیریت شود. تیم زیر ۲۰ سال کره جنوبی دوازده عنوان قهرمانی جام ملت‌های آسیا زیر ۲۰ سال (قهرمانی جوانان AFC) را به دست آورد و یک بار به فینال جام جهانی زیر ۲۰ سال فیفا رسید که هر دو موفق‌ترین نتایج در بین تیم‌های آسیایی هستند.